# Wårby Bryggerier

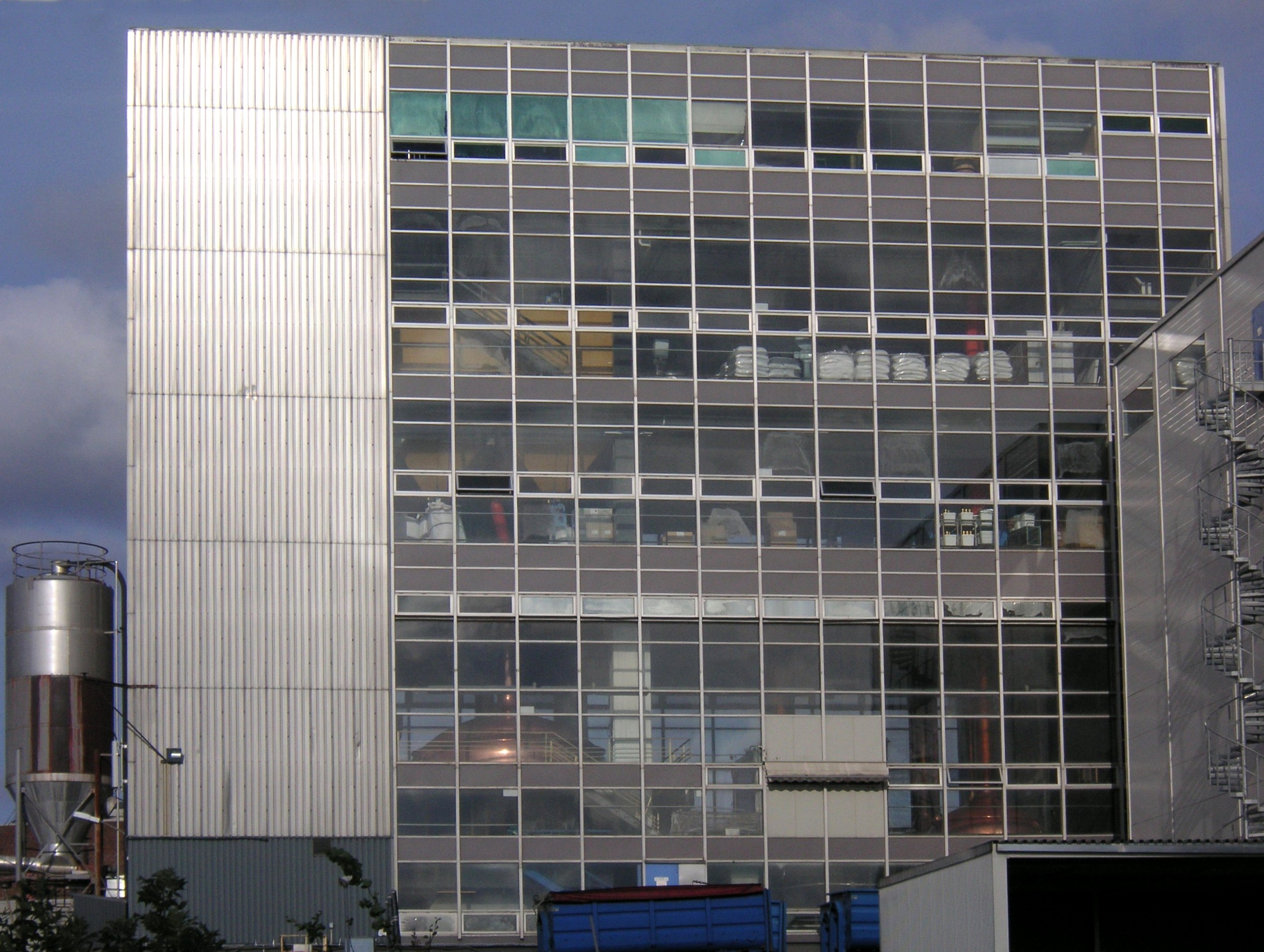
Brygghuset i Vårby byggt 1963, på ett fotografi från 2010.

Wårby Bryggerier var ett tidigare bryggeriföretag i Vårby, Huddinge med produktion av mineralvatten, läskedrycker och öl. Wårby Bryggerier, som var ett företag inom konsumentkooperationen (KF) hade sitt ursprung i Wårby Hälsobrunn AB, grundat 1934, och Gnesta bryggeri AB, grundat 1898. 

## Historik

### Wårby Hälsobrunn

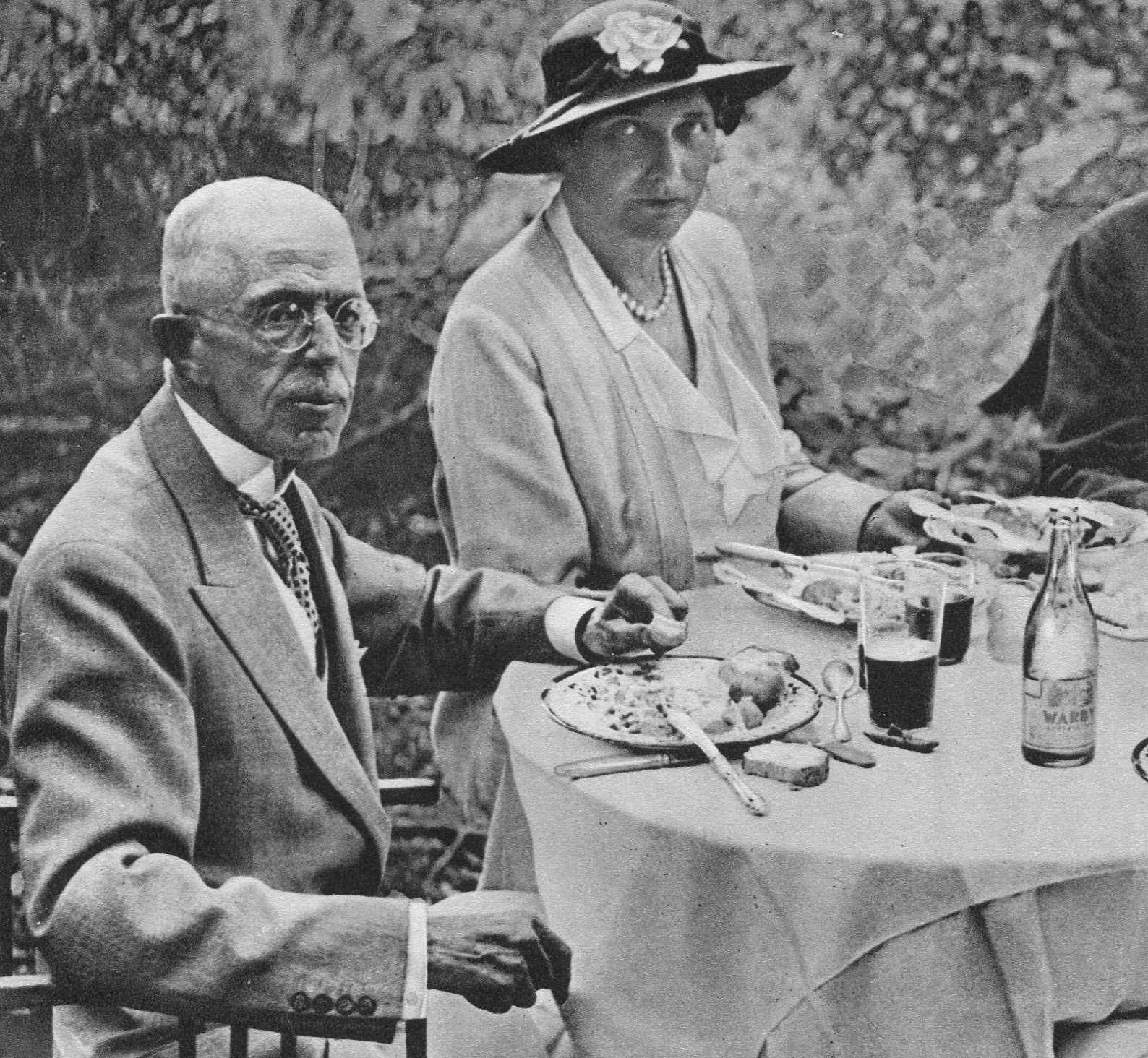
Gustaf V med Wårby-vatten.

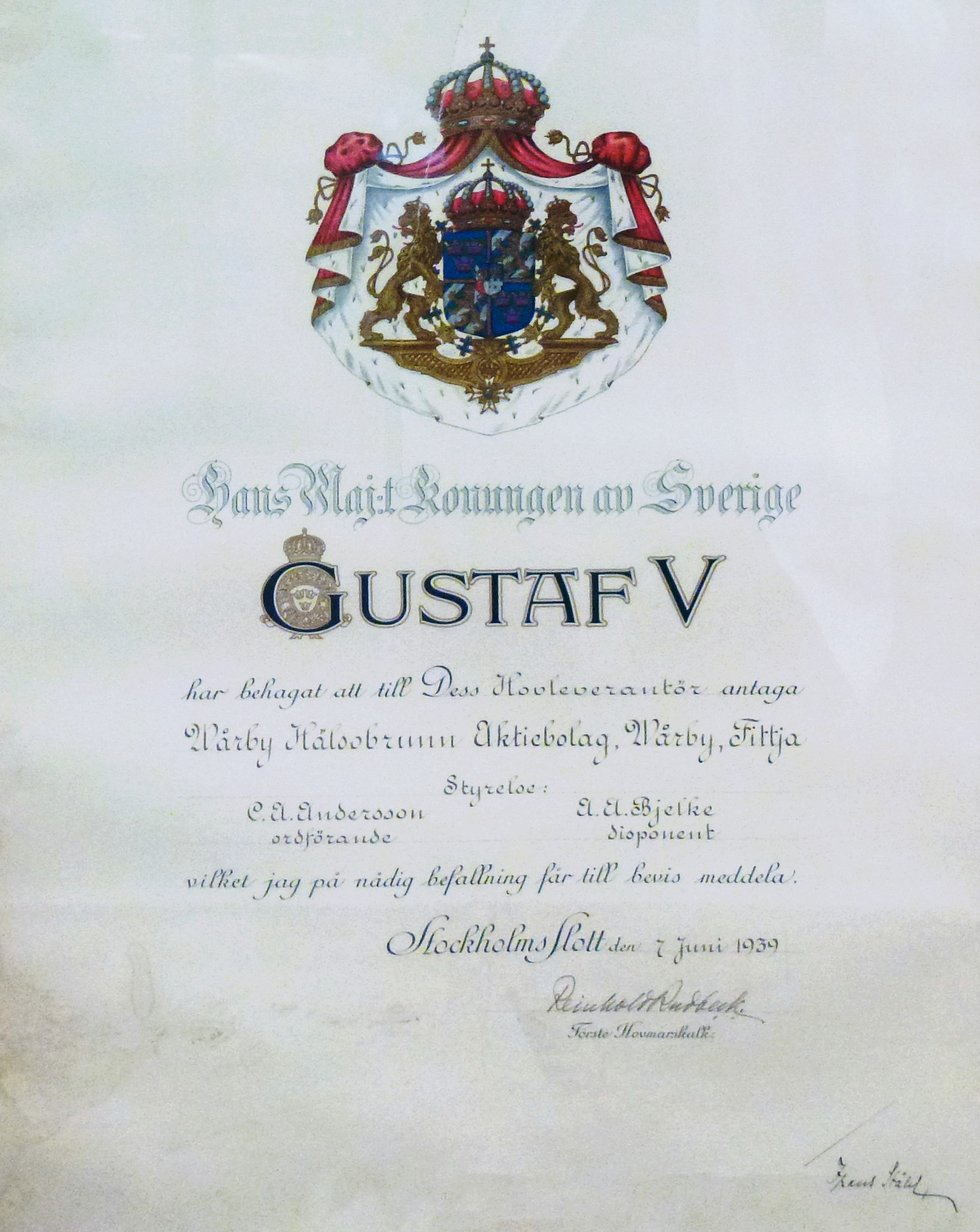
Wårby Hälsobrunn blir hovleverantör den 7 juni 1939.

År 1933 utnyttjas hälsokällan i Vårby på nytt när ingenjören C. Harry Winberg anlade en mineralvattenfabrik. Han var sista enskilda ägaren till Vårby gård och när han 1931 sålde gården och huvudparten av marken till Stockholms stad, beslöt han att låta bygga en modern mineralvattenfabrik vid Vårby allé. Området kring Vårby källa hade han behållit. Redan 1926 hade han låtit undersöka källvattnet och kunde konstatera att Urban Hiärnes goda vitsord från 1707 fortfarande stod sig. Fabriken invigdes midsommaren 1933 och bestod då av en enkel enplanslänga med sadeltak.
Winbergs problem var att han inte hade någon större kundkrets. Den enda säkra kunden var hans egen verksamhet vid "Vårbybaden" (numera Vårby strandbad) som han lät anlägga 1926. Efter ett år som mineralvattenfabrikör gav Winberg upp och sålde hela anläggningen till Claes Andersson. Winberg stod kvar som fabrikschef till 1 januari 1936 och bodde i brunnshuset. 
Andersson byggde sedan ut fabriken i flera etapper, köpte nya maskiner och moderniserade tillverkningsprocessen. Han bildade även aktiebolaget Wårby Hälsobrunn AB. Till framgångsrika produkter hörde bland annat Apello, Mosello, Wårby Vichyvatten och Wårby Sockerdricka samt julmust och påskmust. Den 7 juni 1939 godkändes Wårby Hälsobrunn Aktiebolag, Wårby, Fittja av kung Gustaf V som kunglig hovleverantör. Kungen var mycket förtjust i vårbydryckerna. Till Anderssons kunder hörde butiker, kaféer och kiosker och en rad restauranger och sjukhus. Även utanför stockholmsområdet var försäljningen betydande och vid början av andra världskriget var Wårby Hälsobrunn ett etablerat märke.

### Wårby Bryggerier
Under andra världskriget började problemen med varutransporter med lastbil. Kunderna på landsorten kunde inte längre försörjas och inom stockholmsområdet fick lastbilarna utrustas med gengasaggregat. Till slut ledsnade Andersson och i maj 1942 sålde han fabriken till Konsumtionsföreningen Stockholm. Vid övertagande bestod personalen av 23 personer, varav tio arbetade i fabriken. 1949 fördubblades fabrikens kapacitet och en separat byggnad för tomglas och backar uppfördes. Vid årsskiftet 1950/1951 hade arbetsstyrkan ökad till 89 personer, varav 24 kvinnliga. Till produkterna hörde bland annat bordsvatten, sockerdricka, Citronil, Källo, Champis, Pommac, tonic och Äppelin.
Råvaran till alla produkter var vattnet från Vårby källa och sedan man öppnade en ny vattenåder alldeles intill den gamla uppgick vattenmängden till 6.300 liter per timme. Från källan leddes vattnet med självtryck via två rörledningar till fabrikens norra del. Vattnet höll en temperatur av + 7°C vilket innebar att inga särskilda kylanläggningar erfordrades.

### Historiska bilder

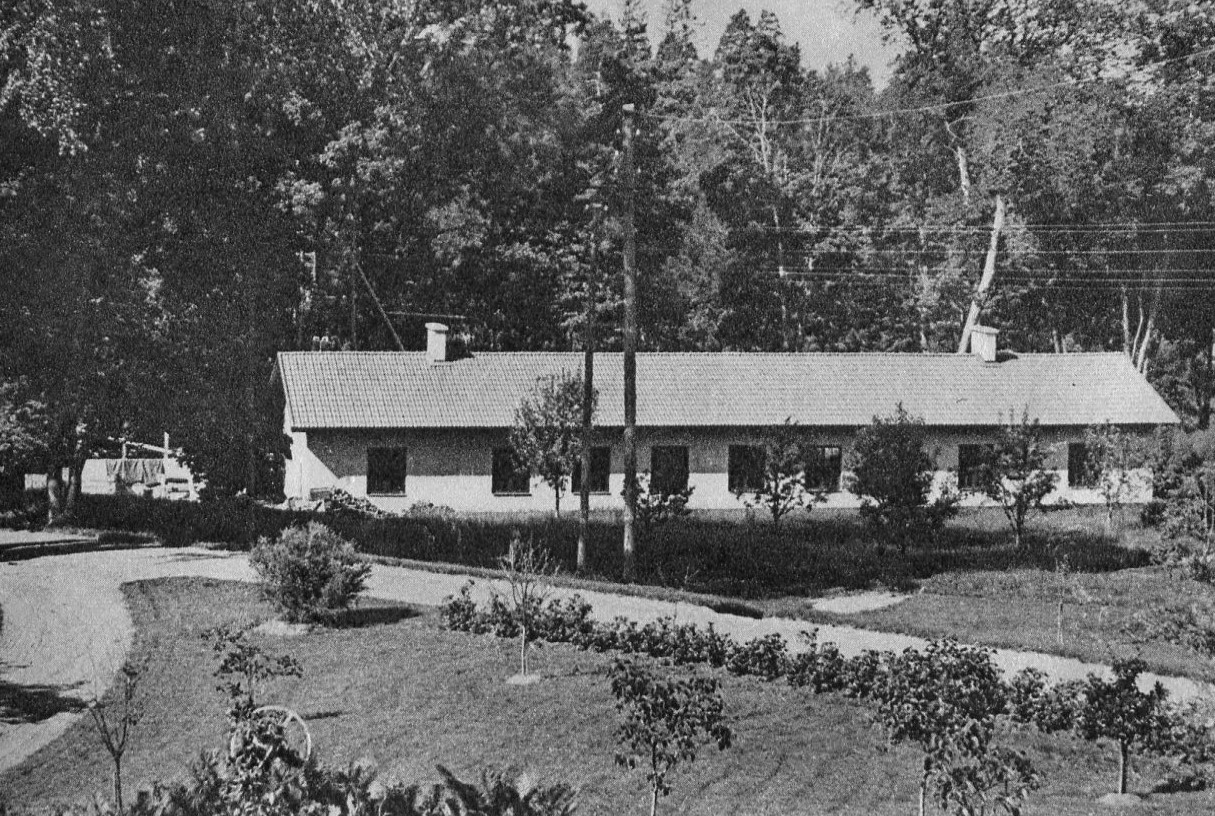
Wårby hälsobrunn, fabriken 1933
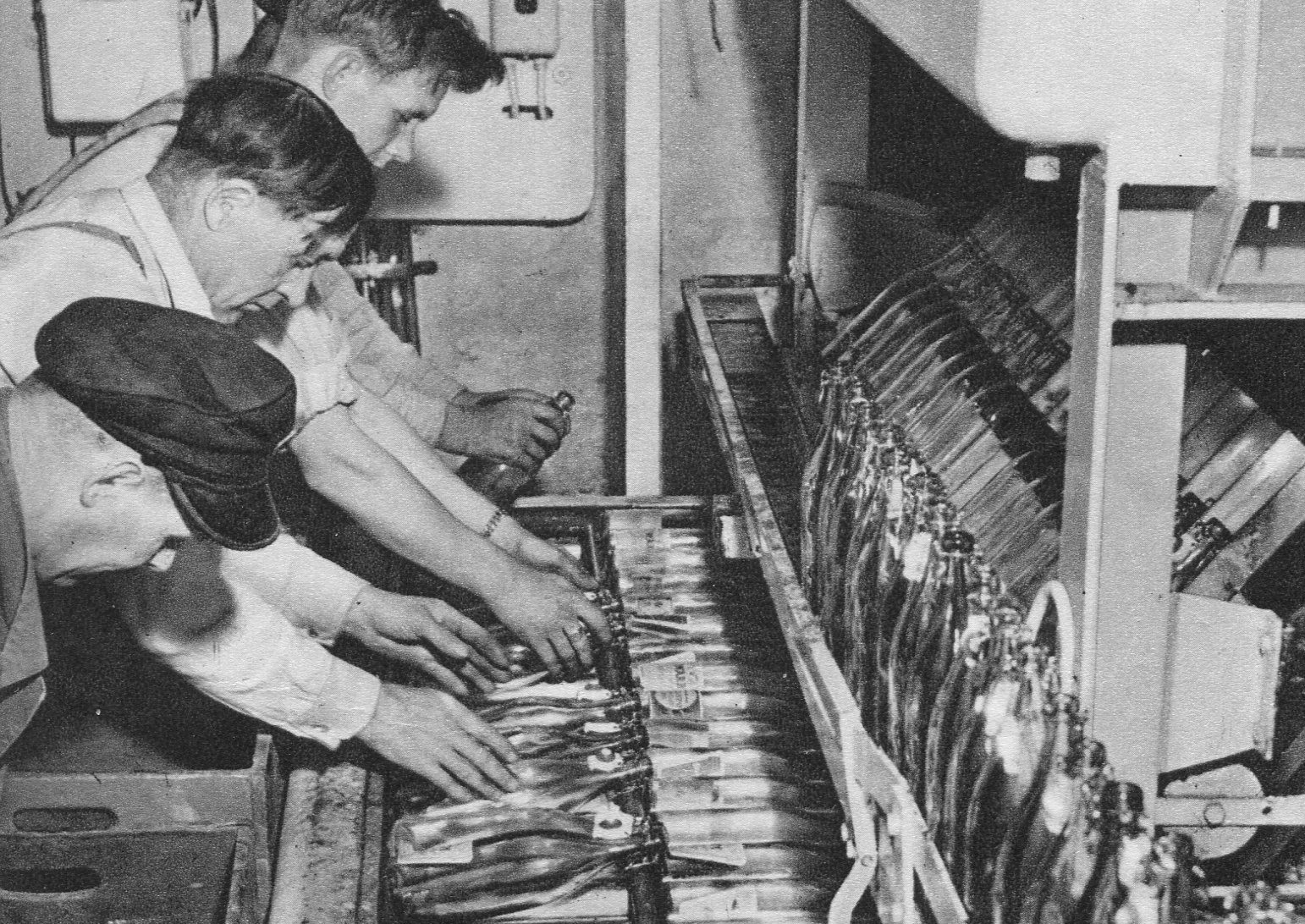
Sköljning av flaskor, 1951
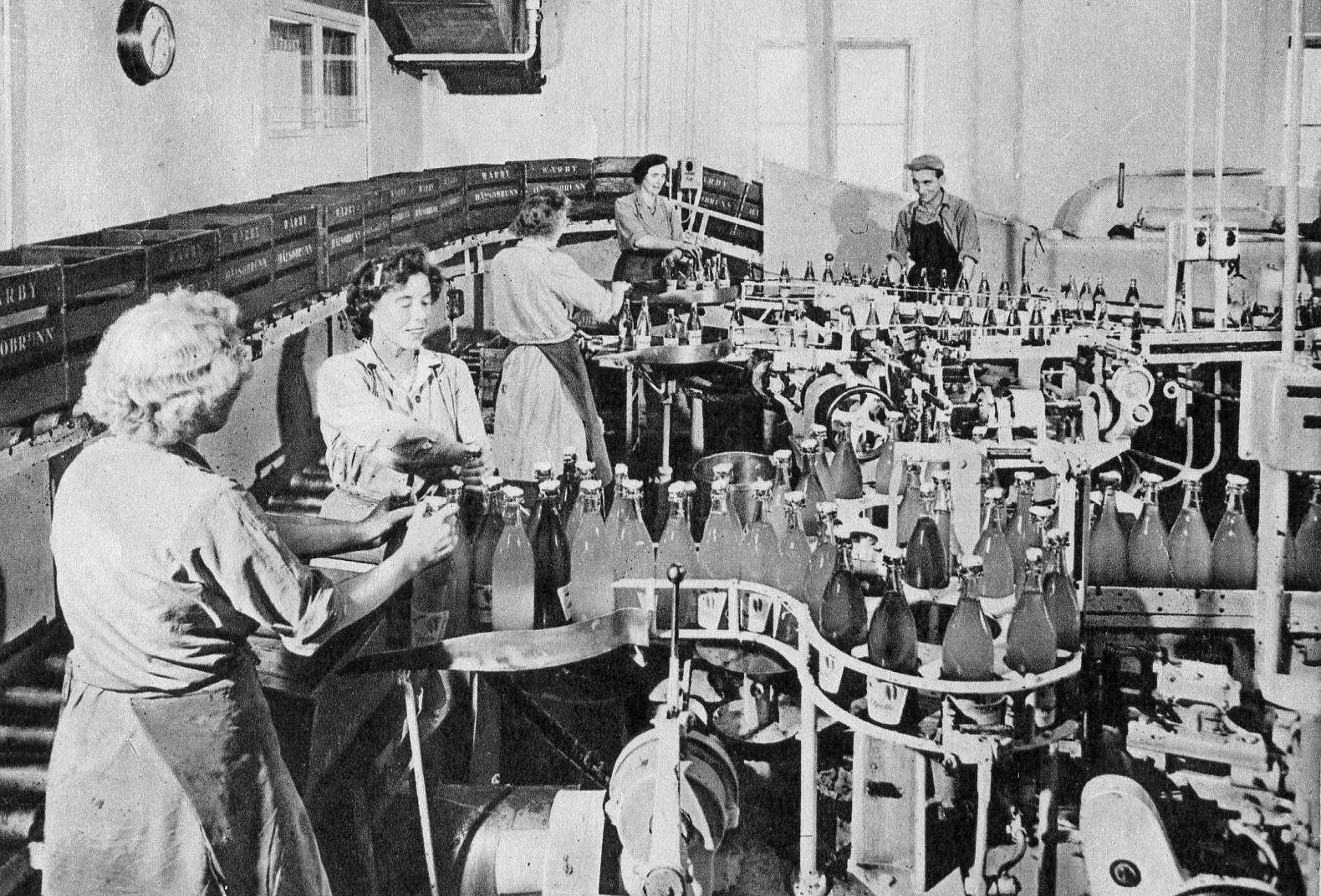
Tappning, 1951
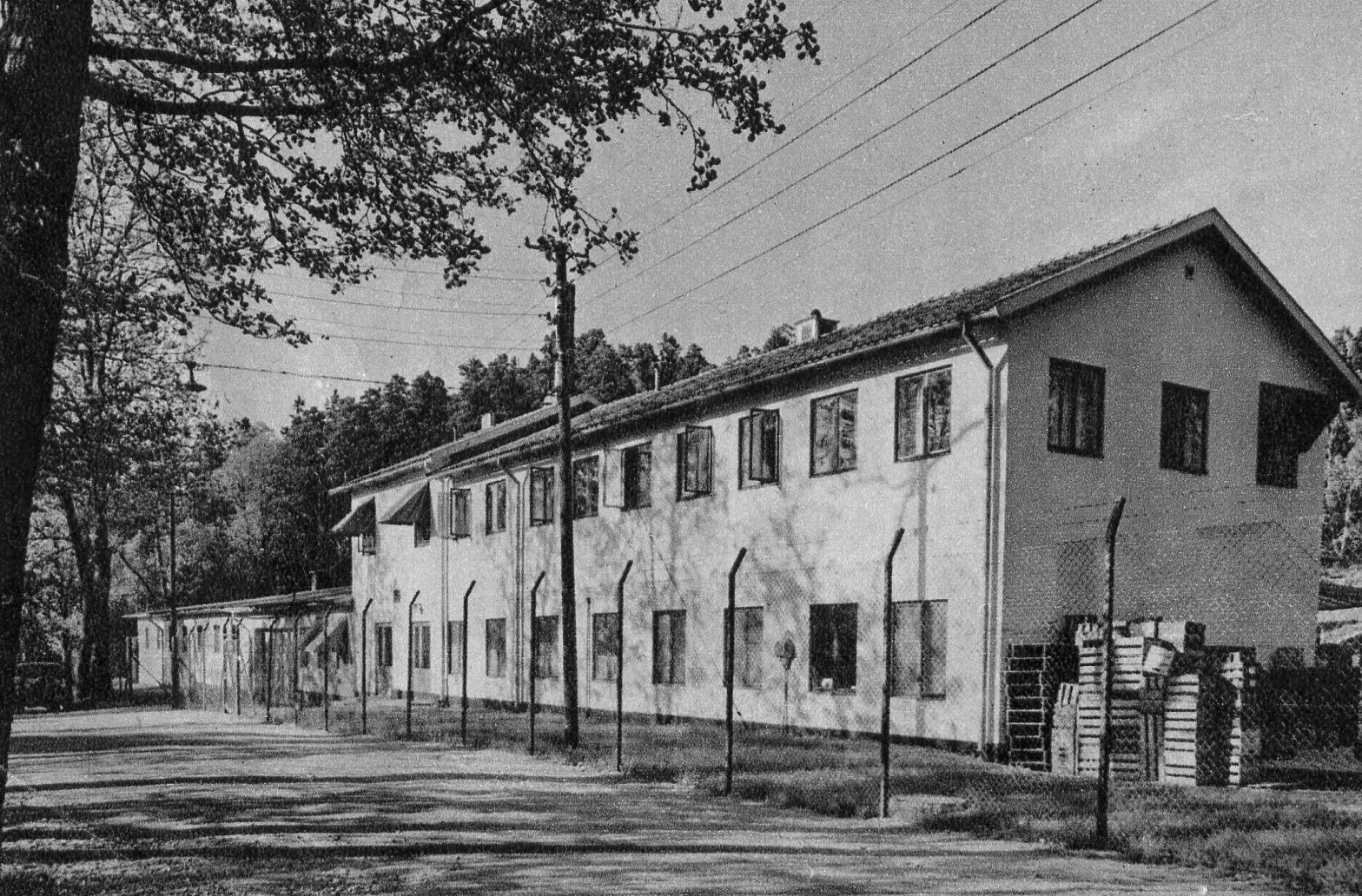
Wårby hälsobrunn, fabriken 1951

### Nya produktionsanläggningar

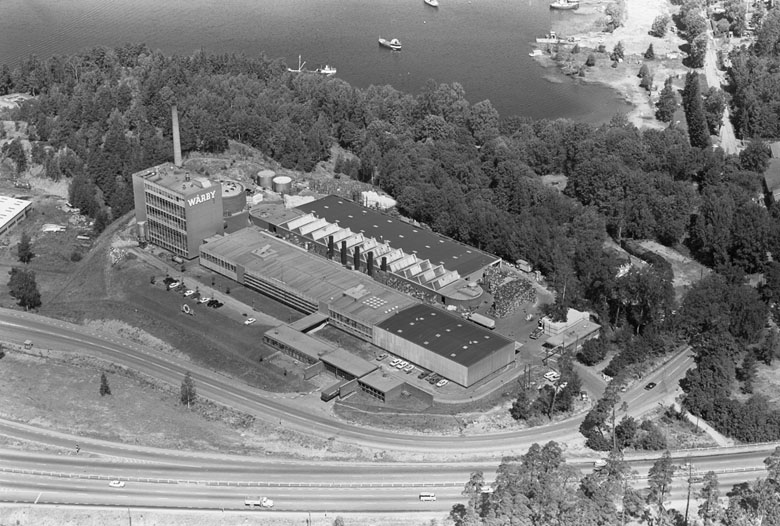
Den nya anläggningen från 1963 (foto från 1969)

Redan på 1950-talet var anläggningen trångbodd trots upprepade om- och tillbyggnader och planer på en helt ny fabrik vid Vårbyfjärden började ta form. År 1963 färdigställdes Wårby bryggeriets nya anläggning. Inte långt därifrån öppnade samma år även Obs! Stormarknad, Vårby. KF:s första rabattvaruhus. Bryggeriet var på sin tid det första helt nybyggda bryggeriet i Sverige efter sekelskiftet 1900. Byggnaderna hade ritats av arkitekt Leif Damgaard och han gav det elva våningar höga brygghuset ett utseende som framhävde den vertikala framställningsprocessen. Fasaderna är av blank aluminium och glas. Genom de stora glasytorna syns de fem  vörtpannorna i koppar. Väggarna kläddes i svart klinker. Husets konstruktionen är av armerad betong. Till anläggningen hör en rad lägre byggnader för verkstäder och kontor, dessa utfördes runda med fasader i rött tegel. Jäs- och lagerkällare placerades under marknivå.
Konsumtionsföreningen drev fabriken fram till 1970. Detta år köptes verksamheten av Kooperativa Förbundet i Stockholm och ombildade den till AB Wårby Bryggerier. Byggnaderna för den gamla mineralvattenfabriken vid Vårby allé revs i början av 2000-talet för att ge plats åt Spendrups nya huvudkontor. Mellan 1977 och 1980 investerades omkring 100 miljoner kronor i nya anläggningar och tillverkningslokaler. 1980 uppgick personalstyrkan till 353 personer. Av försäljningen gick 94 procent till KF-anslutna butiker och verksamheter.

### Interiörbilder
Interiörbilderna är tagna i januari 2013.

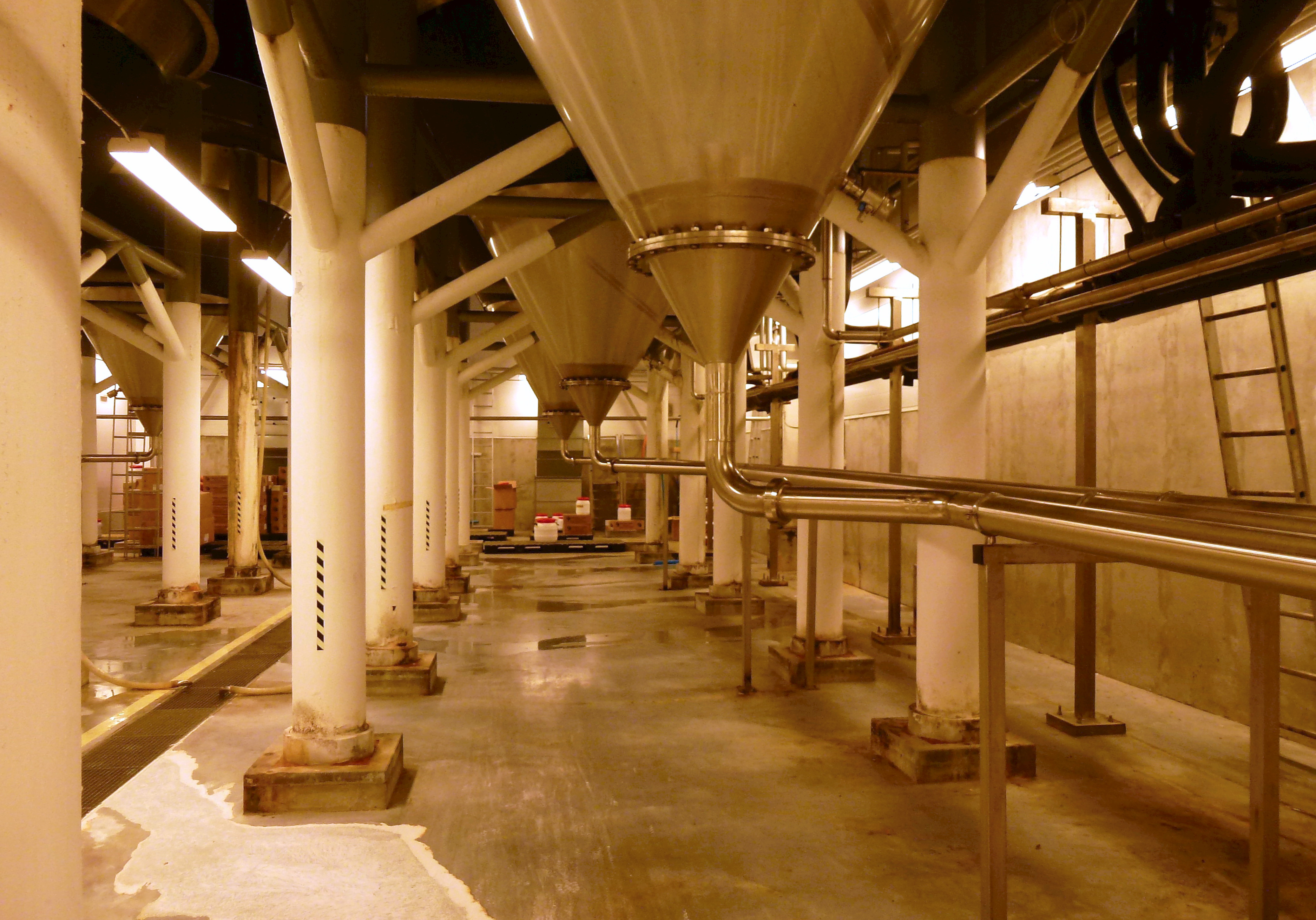
Jästankar
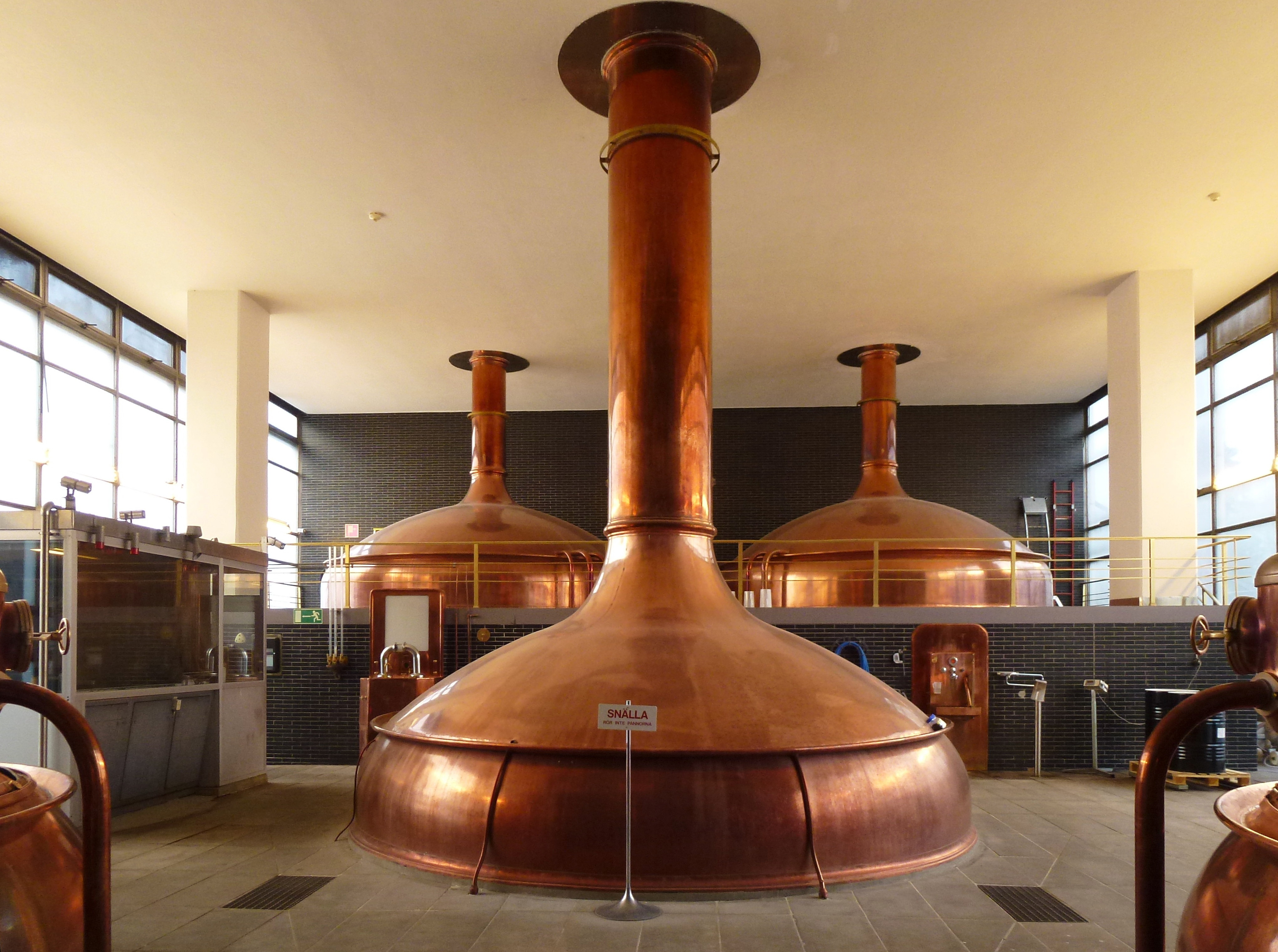
Vörtpannor
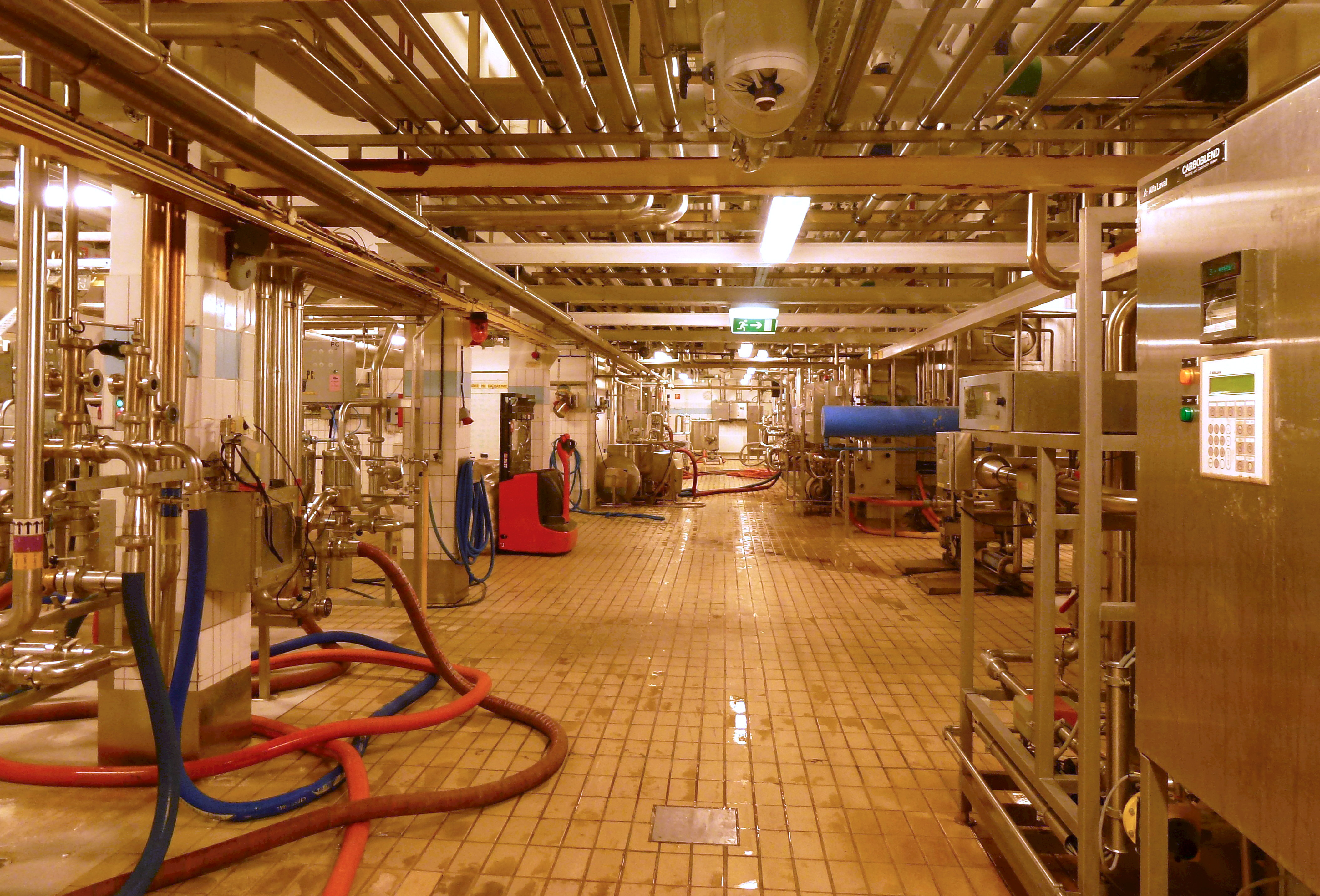
Processplanet
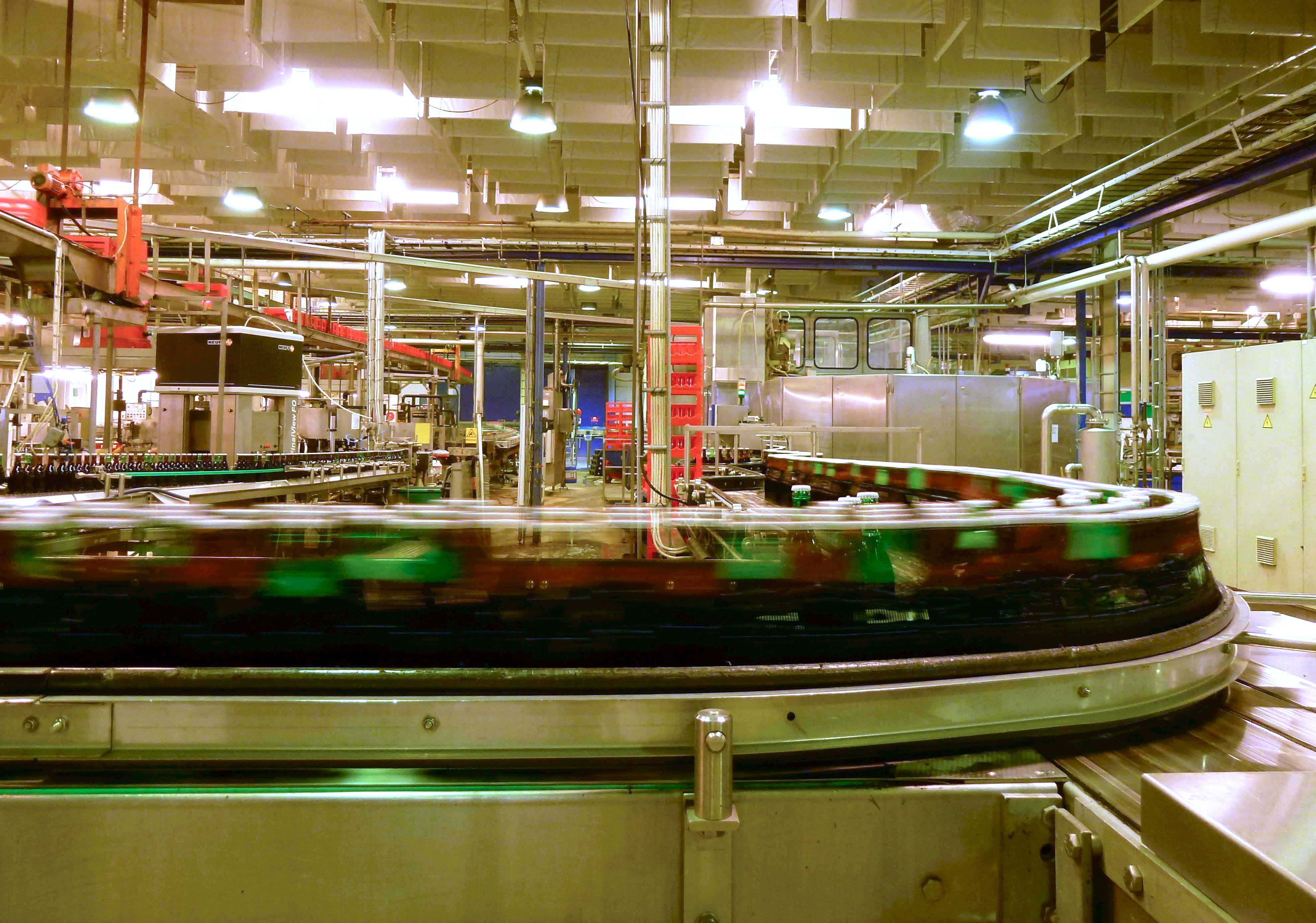
Tappning

## Spendrups bryggeri i Vårby
År 1989 förvärvades Wårby Bryggerier av Spendrups Bryggeri AB. Anledningen var att produktionstaket i företagets andra anläggningar i Grängesberg hade uppnåtts. Dessutom var det kostsamt att transportera öl från Dalarna till Stockholm, där en stor del av produktionen avsattes. Åren 2009 till 2010 uppfördes Spendrupskoncernens nya huvudkontor mittemot fabriken. År 2011 beslöt Spendrups att lägga ner bryggeriet i Vårby och år 2013 stängde fabriken för gott. Därmed upphörde det sista stora kvarvarande ölbryggeriet i Stockholms län. Efter nedläggningen av bryggeriverksamheten beslöt Spendrups att riva en del byggnader på området. Den 15 000 kvadratmeter stora fabriksbyggnaden (brygghuset från 1963) rivs nu till förmån för 2000 nya bostäder.